# Pristidactylus
Pristidactylus – rodzaj jaszczurek z podrodziny Leiosaurinae w obrębie rodziny Leiosauridae.

## Zasięg występowania
Rodzaj obejmuje gatunki występujące w Argentynie i Chile. 

## Systematyka

### Etymologia
- Pristidactylus: gr. πριστις pristis „ryba piła”; δακτυλος daktulos „palec”[8].
- Pentadactylus: gr. πενταδακτυλος pentadaktulos „pięciopalcowy”, od πεντε pente „pięć”; δακτυλος daktulos „palec”[9]. Typ nomenklatoryczny:  Leiosaurus fasciatus d’Orbigny & Bibron, 1837.

### Podział systematyczny
Do rodzaju należą następujące gatunki: 
- Pristidactylus achalensis (Gallardo, 1964)
- Pristidactylus alvaroi (Donoso-Barros, 1975)
- Pristidactylus araucanus (Gallardo, 1964)
- Pristidactylus casuhatiensis (Gallardo, 1968)
- Pristidactylus fasciatus (d’Orbigny & Bibron, 1837)
- Pristidactylus nigroiugulus Cei, Scolaro & Videla, 2001
- Pristidactylus scapulatus (Burmeister, 1861)
- Pristidactylus torquatus (Philippi, 1861)
- Pristidactylus valeriae (Donoso-Barros, 1966)
- Pristidactylus volcanensis Lamborot & Diaz, 1987